# Luipaardlichtmot
De luipaardlichtmot (Nomophila noctuella) is een vlinder uit de familie grasmotten (Crambidae). De spanwijdte bedraagt tussen de 26 en 32 millimeter. De vleugels zijn variabel van kleur. Meestal bruinig of grijzig met twee vlekken maar de vlekken kunnen ook ontbreken. De vlinder is, door de in rusthouding naar achtergerichte vleugels, goed herkenbaar.
De waardplanten komen uit de geslachten klaver, rupsklaver, varkensgras, Tarwe en Vaccinium. De vliegtijd loopt van mei tot en met september.
In Nederland en België komt de luipaardlichtmot als trekvlinder het ene jaar algemeen voor terwijl het een ander jaar een zeldzame verschijning kan zijn. De vlinders komen naar Noord-Europa van uit Noord-Afrika en Zuid-Europa.